# Qavamhuis

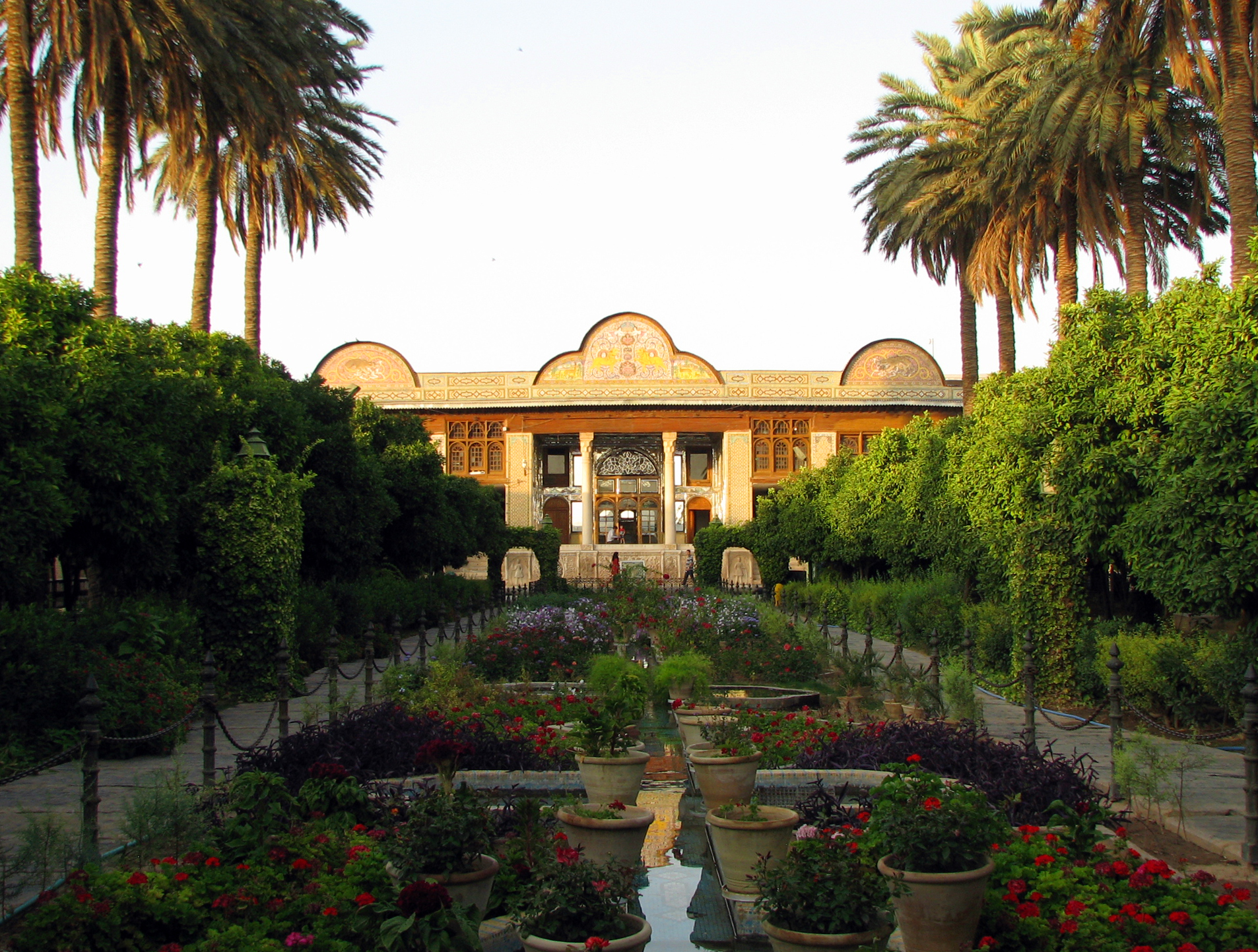
Gezicht op het Qavamhuis vanuit de Naranjestantuin

Het Qavamhuis of Narenjestan e Ghavam ("sinaasappelgaard van Ghavam") is een historisch huis in de Naranjestantuin in de Iraanse stad Shiraz.
Het Qavamhuis werd gebouwd tussen 1879 en 1886 onder leiding van Mirza Ibrahim Khan. Het huis is vernoemd naar de familie Qavam, die als handelaren van oorsprong uit Qazvin kwamen. Tijdens de Zand-dynastie wisten zij posities te verwerven binnen de regering, hetgeen hun nazaten wisten te voort te zetten onder de Kadjaren en de Pahlavidynastie. Het huis ademt de elegantie en verfijning van de 19e-eeuwse bovenklasse. De schilderijen op de lage plafonds van het huis zijn geïnspireerd door de victoriaanse architectuur uit Europa. De gespiegeld gebouwde portiek vormde een centraal element van het huis met haar uitzicht over de Eramtuin met zijn fonteinen, dadelpalmen en bloemen. Tijdens de Pahlavidynastie werd het Azië-instituut van de Universiteit van Shiraz er gevestigd, dat werd geleid door de Amerikaanse wetenschappers Arthur Upham Pope en Richard Nelson Frye. Frye woonde er ook een tijdlang met zijn gezin in de jaren 1970. Tegenwoordig vormt het Qavamhuis een huismuseum. Sinds 1980 vormen het Qavamhuis en de Eramtuin onderdeel van de Botanische Tuin van Shiraz van de universiteit.

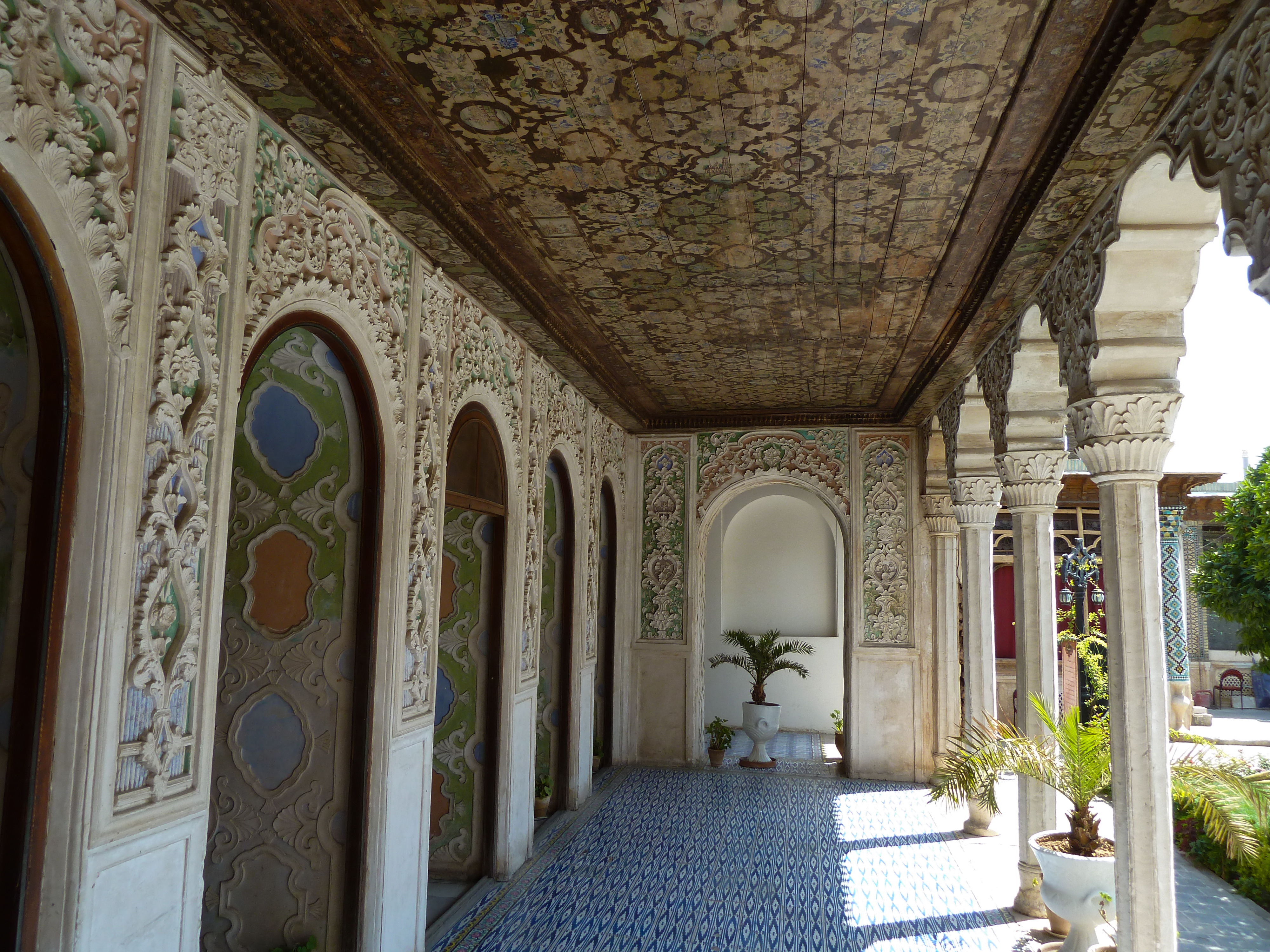
Stucwerk in een van de veranda's met oorspronkelijke houtschilderingen in het plafond
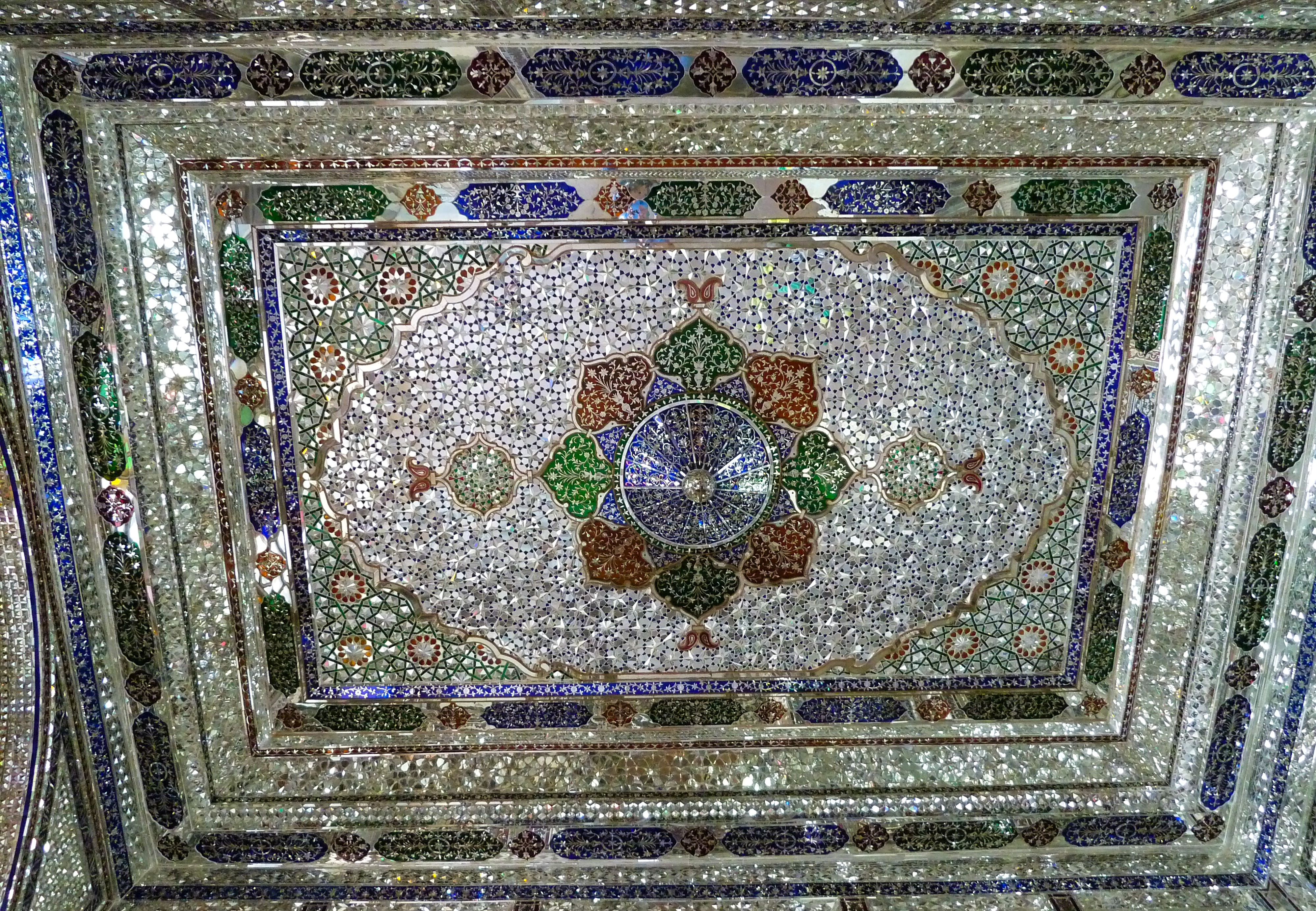
Fraai mozaïekwerk in een van de plafonds
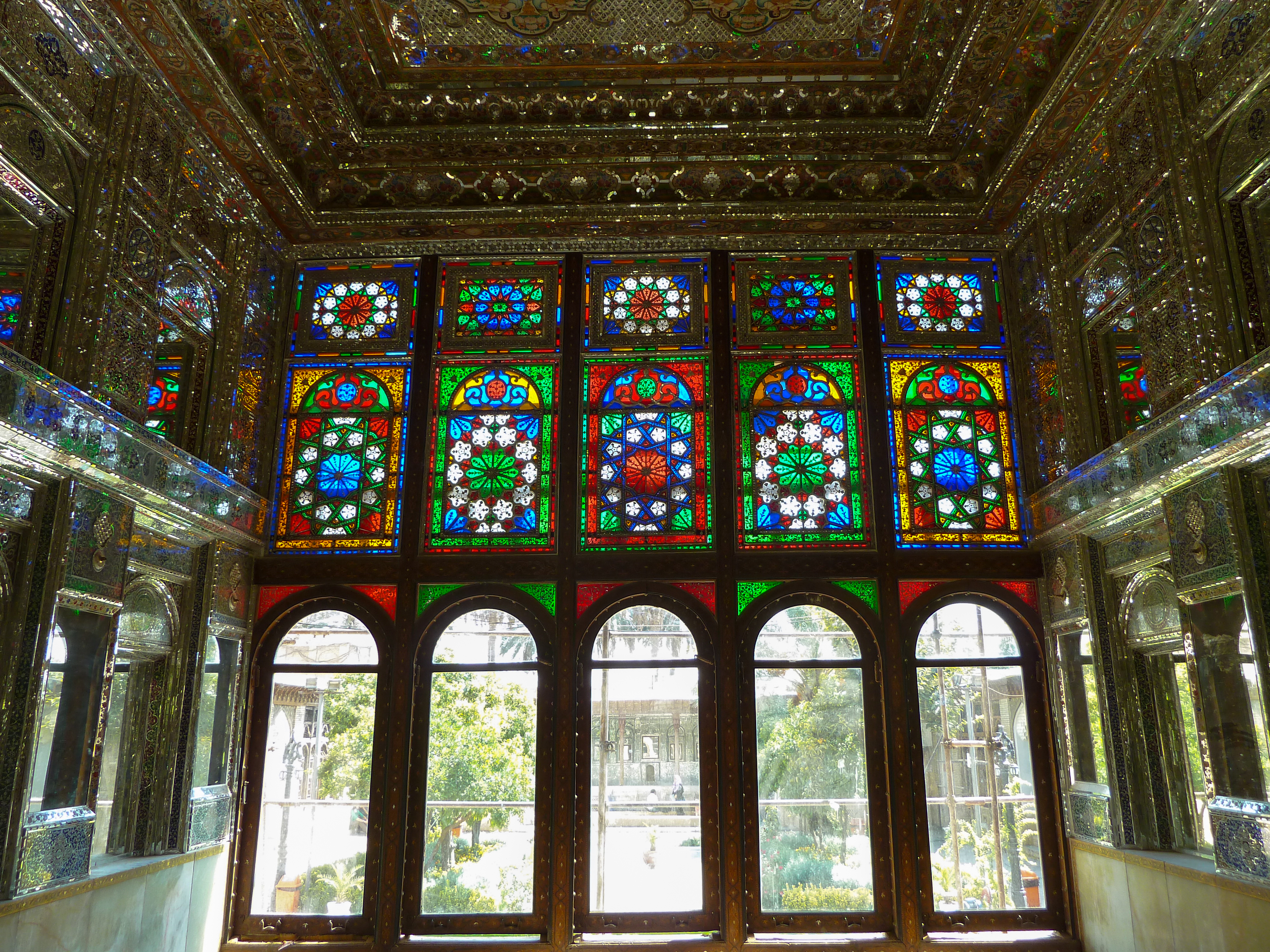
Gebrandschilderd glas in een van de kamers van het Qavamhuis